# Darja Saltykovová (vražedkyně)
Darja Nikolajevna Saltykovová (rusky Дарья Николаевна Салтыкова; 11. březnajul./ 22. března 1730greg., Moskva – 27. listopadujul./ 9. prosince 1801greg. tamtéž) byla ruská šlechtična, která vešla do historie jako sériová vražedkyně a sadistka. Lid jí přezdíval Saltyčicha či lidojedka.[zdroj⁠?!]

## Rodina
Narodila se v rodině dvořana Nikolaje Avtonomoviče Ivanova a jeho manželky Anny Ivanovny Davydovové. Její děd Avtonom Ivanov byl významnou osobností v době vlády carevny Sofie Alexejevny a Petra Velikého. Provdala se za rotmistra kavalerie Gleba Alexejeviče Saltykova (cca 1714 – cca 1755), strýce knížete Nikolaje Ivanoviče Saltykova, stala se tak příslušnicí jedné z nejvýznamnějších a nejvlivnějších rodin ruské vysoké šlechty. Z manželství se narodili dva synové Fjodor (1750–1801) a Nikolaj († 1775), budoucí gardisté.
Manželé kromě jiných majetků měli dům v centru Moskvy, na roku ulic Velká Lubjanka a Kuzněckij most, velký statek se sídlem měli na břehu řeky Pachry v Moskevské oblasti. Místo, kde později nejčastěji páchala své zločiny, se nacházelo na statku Trojickoje, rovněž poblíž Moskvy.

## Vraždy
Po dobu trvání manželství se násilnické sklony mladé ženy neprojevily, údajně to byla kvetoucí a přitom hluboce zbožná žena, proto o povaze jejího psychického onemocnění se lze pouze dohadovat. Ve věku 25 let Saltyčicha ovdověla a získala tak do plného vlastnictví kolem 600 rolníků (nevolníků) v hospodářstvích rozmístěných v Moskevské, Vologodské a Kostromské gubernii. Přibližně půl roku po smrti muže se objevily první excesy: nejčastěji pro (údajnou) nedbalost při mytí podlah či praní začala tlouci služku prvním předmětem, který jí přišel pod ruku (nejčastěji poleno), její dílo pak dokončili pacholci, kteří nešťastnici ubili k smrti. Postupně od prostého bití přešla k sadistickému mučení. Své oběti nejčastěji trápila hlady, polévala vroucí vodou, trhala jim uši žhavými kleštěmi, pálila vlasy na hlavě, nechávala nahou oběť umrznout atd. Také jedla části jejich těl. S oblibou zabíjela nevěsty, které měly těsně před svatbou. Podle pozdějšího vyšetřování měla celkem zavraždit 139 lidí – svých poddaných, souzena však byla jen za 38 vražd, víc se jí nezpochybnitelně prokázat nepodařilo. Z celkového počtu obětí byli pouze 2 muži.

## Žaloby
Žalob na krutou šlechtičnu šlo mnoho jak k carevně Jelizavetě Petrovně, tak k caru Petrovi III., Saltyčicha však náležela k významnému šlechtickému rodu, jehož hlava Semjov Andrejevič Saltykov byl navíc v letech 1732–1740 gubernátorem Moskvy, kromě toho nešetřila na úplatcích. Proto všechny stížnosti na její adresu byly rozhodnuty v její prospěch a byly předány jí samé k vyřízení; stěžovatelé tak byli ztrestáni karabáčem a posláni do vyhnanství na Sibiř.
Teprve v roce 1762 se podařilo dvěma nevolníkům, Saveliji Martinovovi a Jermolaji Iljinovi, jejichž ženy Saltyčicha zavraždila, předat svou žalobu carevně Kateřině Veliké, v té době sotva usednuvší na trůn. Poté se začalo s vyšetřováním; Saltyčicha byla obviněna v roce 1764.

## Vyšetřování, proces
Třebaže šlo o příslušnici vysoké šlechty, využila Kateřina II. kauzu Saltykovové v politickém procesu, který předznamenal novou epochu zákonnosti a práva a moskevskému dvořanstvu demonstroval odhodlání panovnice ji prosadit.
Moskevský nejvyšší soud připravil proces, který trval šest let. Vyšetřování vedl speciálně jmenovaný úředník Stěpan Volkov a jeho pomocník, dvorní rada kníže Dmitrij Cicianov. Prošli účetní knihy Saltyčichy, což umožnilo stanovit okruh uplácených úředníků. Vyšetřovatelé rovněž prozkoumali zápisy o pohybu jejích nevolníků, v nichž bylo zaznamenáno, kteří byli prodáni, kdo byl ponechán k výdělku a kdo zemřel.
Byla zjištěna řada podezřelých zápisů o úmrtích nevolníků, resp. nevolnic. V archivu moskevského gubernátora, moskevského policejního velitele a Syského prikazu (úřadu pro vyřizování stížkostí a žalob poddaných) se našlo 21 žalob na Saltyčichu, podaných jejími nevolníky. Všechny byly vráceny šlechtičně, která nad nimi provedla samosoud.
Poté, co tyto skutečnosti vyšly najevo, byla Saltykovová zatčena a uvězněna. Při výsleších jí vyšetřovatelé vyhrožovali mučením (svolení k němu ovšem neměli), ona se však k ničemu nedoznala, naopak se chovala drze a vyzývavě, spoléhajíc na svého vysokopostaveného příbuzného, moskevského gubernátora Petra Saltykova. Nevalný efekt měla i její přítomnost při výslechu útrpným právem známého loupežníka, kdy jí bylo řečeno, že ona bude další na řadě. Je možné, že věděla, že u ní útrpné právo použito nebude. Řada historiků zastává teorii, že Saltykovová buď sama věděla o podezřelých okolnostech smrti Petra III. a také o dřívějším kompromitujícím milostném vztahu panovnice (tehdy ještě velkokněžny) se Sergejem Saltykovem, jenž je dokonce považován za otce jejího syna, pozdějšího cara Pavla I., nebo se spoléhala na záštitu od osobností, které o těchto panovnici kompromitujících skutečnostech věděli a měli o nich důkazy. Nezabralo ani nabádání ke kajícnosti Dmitrije Vasiljeva, kněze moskevského kostela Nikolaje Divotvorce.
Mezitím byla provedena důkladná prohlídka moskevského domu Saltykovové a v jejím sídle ve vesnici Trojické, následovaná výslechem stovek svědků. Byly zajištěny a prozkoumány účetní knihy, které obsahovaly informace o úplatcích moskevským úředníkům, a svědkové vypovídali o vraždách včetně jmen obětí a dat jejich úmrtí.
Na jaře roku 1765 bylo vyšetřování formálně skončeno a předáno k dalšímu jednání k 6. departmentu Vládního senátu. Na závěr vyšetřování Volkov dospěl k závěru, že Darja Saltykovová je «nezpochybnitelně vinna» smrtí 38 lidí a je v podezření ze smrti dalších 26 osob.

## Soud a trest
Soudní jednání se táhlo více než tři roky. Závěrem soudci uznali obžalovanou «vinnou bez shovívavosti» třiceti osmi prokázanými vraždami a mučením. Nevynesli však konkrétní rozsudek, přesunuvše břemeno přijetí konečného rozhodnutí na panujícího monarchu, tedy na Kateřinu II.
Panovnice vypracovala rozsudek v průběhu září roku 1768. O tom, že to nebylo jednoduché, svědčí to, že rozsudek několikrát přepisovala, dochovaly se čtyři její vlastnoruční koncepty. 12. října poslala do Senátu dekret, v němž podrobně popsala jak trest, uložený Saltykovové, tak i způsob a sled jeho vykonání. Na stránkách tohoto rozsudku je – rukou Kateřiny – místo slova ona použito slovo on; předpokládá se, že tím panovnice chtěla vyjádřit, že si Saltykovová nezaslouží být zvána ženou.
Saltykovová Darja Nikolajevna byla odsouzena:
1. ke zbavení šlechtického titulu;
2. k doživotnímu zákazu používat jméno otce nebo manžela, rovněž měla zakázáno zjevovat svůj šlechtický původ a rodinné vazby s jinými šlechtickými rodinami;
3. k postupnému vykonání «veřejné hanby», v průběhu kterého měla stát na popravišti přikovaná ke sloupu, nad hlavou s nápisem «mučitelka a hubitelka duší»;
4. k doživotnímu vězení v podzemní kobce bez světla a kontaktu s lidmi (světlo bylo dovoleno pouze v době přijímání potravy a hovor pouze s náčelníkem stráže či s řeholnicí).

Bylo rovněž nařízeno poslat na nucené práce její spolupachatele, kněze vesnice Trojickoje Stěpana Petrova, dále jednoho z hajduků a pacholka šlechtičny.
Kromě toho panovnice svým nařízením ze dne 2. října 1768 vrátila dvěma synům Saltyčichy veškerý matčin majetek, který do té doby byl v opatrovnické správě.
Trest odsouzené «Darji, Nikolajovy dcery» v části «veřejné hanby» byl vykonán 17. října 1768 na Rudém náměstí v Moskvě. Mezitím pro ni byla v Ivanovském monastýru připravena zvláštní místnost, zvaná «kajícná». Její výška nepřevyšovala 2,1 m a byla zcela zapuštěna pod úrovní okolního terénu, což vylučovalo jakoukoli možnost proniknutí denního světla zvenčí. Vězeňkyně byla držena v úplné tmě vyjma doby příjmu potravy. Nebyly jí dovoleny vycházky, měla zakázáno přijímat i posílat korespondenci. Pouze v hlavní církevní svátky ji vyvedli z kobky k nevelkému okénku ve stěně chrámu, přes které mohla sledovat liturgii. Tento tvrdý režim trval 11 let, poté byl zmírněn: odsouzená byla přemístěna do kamenného přístavku u chrámu, který měl okénko. Jeho návštěvníci měli dovoleno do něj nahlížet i hovořit s vězeňkyní. Podle historických pramenů «Saltykovová, když se shromáždili zvědavci u železné mříže okénka její cely, klela, plivala a strkala klacky přes okénko, v letní čas otevřené». Zde prožila dalších 33 let života; v této době měla porodit dítě, jež počala s vězeňským strážným a jehož další osud není znám. Zde 27. listopadujul./ 9. prosince 1801greg. i zemřela. Pochována byla na hřbitově Donského kláštera, kde byla pohřbena i její rodina. Dochoval se zde její náhrobek.
Po její smrti byla její kobka přeměněna v sakristii, jež byla v roce 1860 spolu s kostelem zbořena.